# 약물 전달

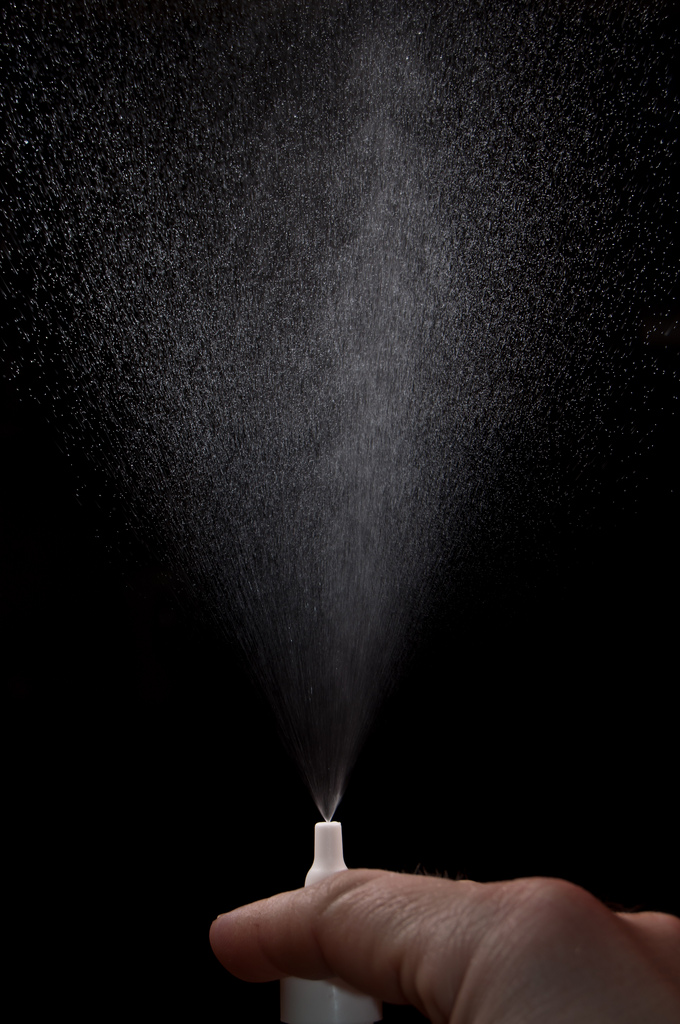
나잘 스프레이를 시험 분사하고 있다.

약물 전달(藥物傳達, 영어: drug delivery)은 원하는 치료 효과를 달성하기 위해 제약 화합물을 표적 부위로 운반하는 것과 관련된 접근법, 제제, 제조 기술, 저장 시스템 및 기술을 의미한다. 약물 조제, 투여 경로, 부위별 표적화, 대사 및 독성과 관련된 원칙을 사용하여 효능과 안전성을 최적화하고 환자의 편의성과 순응도를 향상시킨다. 약물 전달은 다양한 부형제, 약물 운반체 및 의료 기기를 사용하여 약물의 약물동역학 및 특이성을 변경하는 것을 목표로 한다. 치료 결과를 개선하기 위해 약물의 생체 이용률과 작용 기간을 증가시키는 것이 추가적으로 강조된다. 일부 연구는 약물을 투여하는 사람의 안전성을 향상시키는 데 중점을 두었다. 예를 들어 주사 바늘에 찔리는 부상의 위험을 줄이기 위해 백신 및 기타 약물을 투여하기 위한 여러 유형의 미세바늘 패치가 개발되었다.

## 같이 보기
- 의약품
- 약물동역학
- 화학적 특이성